# Таранченко, Арина Артёмовна
Арина Артёмовна Таранченко (родилась 20 августа 2006 года в Санкт-Петербурге) — российская футболистка, вратарь команды «Динамо» (Москва). Выступала за сборную России.

## Карьера
Начала заниматься футболом в 11 лет. Первый тренер — Наталья Титкова. Выступала на позициях вратаря и нападающего.

### Клубная
Играла в клубах ЖФК «Строгино» (2004 г.р.), ЖФК «Чертаново» (2006 г.р.). Игрок Молодёжного состава московского «Динамо» — с 20 декабря 2021 года. Стала первым игроком, подписавшим профессиональный контракт с ЖФК «Динамо». В первый же сезон за «Динамо» сыграла 10 «сухих» игр в Молодёжной лиге в 22 матчах. По итогам сезона была признана лучшим вратарём лиги. В составе клуба стала серебряным призёром Молодёжного первенства 2022 года.
В Суперлиге 2023 провела три матча на ноль, первый из них — 29 апреля 2023 года в Самаре против ЖФК «Крылья Советов» (2:0).

### В сборной
4 октября 2021 года дебютировала в юниорской сборной России U-17 — в матче ЧЕ-2022 против Англии (2:0). В июне 2022 года впервые получила вызов в молодёжную сборную России, а в августе — в главную команду страны, за которую дебютировала 5 сентября в товарищеском матче с ЖФК «Строгино» (6:1). Впервые в официальном товарищеском матче за основную команду сыграла 14 июля 2023 против сборной Ирана.